# 匯源果汁
匯源果汁是总部位于中华人民共和国北京但在开曼群岛注册的果汁生产企业，創辦人為朱新禮。

## 簡介
匯源是中国大陸生产果汁的龍頭企业之一。该公司创办于1992年，时年40岁的朱新礼选择辞去体制内的工作，辞职下海，创立山东淄博汇源食品饮料有限公司。至2008年時，汇源已成為中國果汁營業額最大的公司。在上市之前，法國達能集團和美國私募股權投資公司華平投資為該公司的基石投資者。
2006年，上海市食品藥品監督管理局公告年度抽查結果，匯源果汁的部分產品出現微生物超標，重金屬殘留量過高問題
2007年2月23日，「中国汇源果汁集团有限公司」股票在香港联交所挂牌上市。

### 可口可乐收购汇源案
2008年9月，可口可樂公司全資子公司大西洋工業公司（英語：Atlantic Industries）提出以每股12.2港元，即總額179.2億港元收購匯源果汁，較當時股價4.14港元高超過2倍。當日收市價10.94港元，急升1.64倍，2009年3月18日，中國商務部以《反壟斷法》拒絕可口可樂收購建議，擔心可口可樂公司可能壟斷中國的碳酸軟飲料市場。这项竞购协议也在中国受到一些輿論的批评。社會有聲音认为不应该允许外国公司收购知名的民族品牌。假如可口可乐公司的收购成功，它将成为外国公司收购中国竞争对手的最大一笔交易。
2008年收購失敗後之後，匯源果汁的營收與淨利潤皆大幅下滑，股價也嚴重下跌開始了長達十年的衰退路線。分析認為當時可口可樂收購案提出的收购条件為精簡人事，朱新禮挥刀重组，砍掉了花了十六年建立的销售体系：员工人数从9722人一年内降4935人，销售人员则从3926人削减到1160人。但最後收購被政府否決後裁員和切斷眾多銷售管道的行為造成的內傷無法恢復，汇源的现金流迅速转负。
搶救數年後市場依然無法挽回在2011年宣布停止分红之后，市值最低跌到50亿港币，同時眾多手搖飲料杯文化興起和一些日韓品牌飲料進入便利商店通路，擠壓了包裝果汁市場以及傳統雜貨店銷售方式。之後朱新禮開始了數年的財務操作，以轉投資其他行業包含天地壹号合作案、收購三得利中國區分部、入股中石化零售公司等，但最後收效都不理想。自2011年至2016年，汇源业绩连年亏损。
2014年3月20日，匯源果汁宣布，將以1.18億元人民幣的代價收購三得利中國旗下三得利食品公司100%股權以及三得利貿易50%的股權。根據交易備忘錄，三得利同意將以與上述股權收購價值等值的金額認購部分匯源果汁日後新發行的股份，同時有權在雙方同意時將其認購的股份出售給匯源果汁的控股股東。
2014年3月21日，淡馬錫同意透過旗下Baytree認購公司總額1.5億美元（約11.64億港元）的可換股債券，並可按每股7.0 港元的初步換股價轉換為公司普通股。假設公司沒有發行任何新的普通股，可換股債券按初步換股價獲全數轉換後，淡馬錫將間接持有公司已發行股本的8.32% 。
从2018年9月12日至2019年1月23日，汇源集团已经被北京市顺义区人民法院、昌平区人民法院、深圳市中级人民法院等列为失信被执行人，逾10亿元股权及投资权益已被法院冻结，被执行案件共19起。
2019年4月26日，匯源果汁與天地壹號飲料股份有限公司及廣州和智投資管理有限公司簽訂合作框架協議成立合資公司，天地壹號等以現金方式向合資公司注資36億元人民幣，佔股60%，匯源果汁以資產出資方式出資24億人民幣，包括匯源果汁商標，佔股40%，合資公司成立後，將以30億人民幣向匯源集團受讓合資公司開展經營活動所需要的資產、股權和渠道，以拓展果汁市場。
2019年7月16日匯源果汁發佈通告宣佈與天地壹號的合作計畫終止。

### 除牌风波
2018年4月，汇源果汁违反香港交易所的上市规则，未签署任何协议也没有对外披露的情况下，汇源向非上市公司體系的公司北京汇源饮料集团贷款42.75亿元人民幣，导致股市停牌。
2019年11月，汇源的財務危機檯面化，已停牌近20个月的汇源果汁即將面臨股票下市。招商银行認為匯源母公司中国德源资本（香港）有限公司無法償付債務于是发起诉讼，2019年12月11日，德源资本被法院查封，41亿元人民币资产遭冻结。
2020年2月12日，汇源果汁发布公告称，作为汇源果汁创始人、最大股东的朱新礼与其女朱圣琴辞任汇源果汁董事会。
2021年1月14日，汇源被香港交易所宣告自2021年1月18日上午9时起，取消其上市地位。

## 產品
- 匯源100%果汁系列
- 匯源濃縮汁系列
- 匯源果漿系列
- 果蔬5+7[9]
- 果肉多系列
- 雞尾酒系列
- 杏仁時光
- 飛能